# Trastorno 46,XY del desarrollo sexual debido a deficiencia de 5-alfa-reductasa 2
La deficiencia de 5α-reductasa 2 (5αR2D en inglés) es una afección autosómica recesiva causada por una mutación en SRD5A2, un gen que codifica la enzima denominada 5 alfa-reductasa tipo 2 (5αR2). La enfermedad es rara, afecta solamente a varones genéticos (XY) y tiene un amplio espectro.
El gen 5αR2 se expresa en ciertos tejidos y cataliza la transformación de testosterona (T) en 5α-dihidrotestosterona DHT. La DHT juega un papel clave en el proceso de diferenciación sexual en los genitales externos y la próstata durante el desarrollo del feto masculino. La deficiencia de 5αR2 es el resultado de una actividad alterada de 5αR2 que resulta en una disminución de los niveles de DHT. Este defecto da como resultado un espectro de fenotipos que incluyen una aparente ambigüedad genital en varones, hipospadias y micropene. Al pasar de la infancia a la pubertad, los afectados desarrollan rasgos típicamente masculinos (voz profunda, vello facial, masa muscular), ya que la mayoría de los aspectos de la virilización puberal están impulsados por la testosterona, no por la DHT.
El tratamiento de esta condición en el contexto de la asignación de sexo es un área desafiante y controvertida. La disponibilidad de diagnósticos, las leyes locales y la ansiedad de los padres influyen en las decisiones de tratamiento.
La investigación de la 5αR2D como enfermedad ha desempeñado un papel clave en la caracterización bioquímica del gen SRD5A2, la enzima 5αR2 y la DHT en la diferenciación sexual masculina.

## Apariencia
Las mutaciones en el gen SRD5A2 provocan un trastorno 46,XY del desarrollo sexual (46,XY DSD) llamado deficiencia de 5α-reductasa 2 (5αR2D). Las mutaciones se heredan con un patrón autosómico recesivo y pueden ser homocigotas o, con menos frecuencia, heterocigotas compuestas con pérdida de función.
La enfermedad, que solo impacta al sexo masculino, se manifiesta vía la exhibición de un amplio espectro de apariencias que incluye genitales atípicos (que van desde apariencia femenina hasta hombres poco virilizados), hipospadias y micropene aislado. Las estructuras reproductivas internas masculinas (vasos deferentes, vesículas seminales, epidídimos y conductos eyaculatorios) son normales, pero los testículos suelen no descender y la hipoplasia prostática es común. Dicho de otra forma, hombres con las mismas mutaciones en SRD5A2 pueden tener fenotipos diferentes, lo que sugiere factores adicionales que intervienen en la presentación clínica.
Las mujeres con las mismas mutaciones en SRD5A2 que los hombres afectados (como puede verse en sus hermanas) tienen fenotipos femeninos y función reproductiva normales.Sin embargo, estas mujeres sí presentan alteraciones hormonales.
La virilización, con voz más grave y el desarrollo de masa muscular, se producen en la pubertad en los varones afectados y su estatura no se ve afectada. La ginecomastia es poco común y la densidad ósea es normal. El vello en la cara y el cuerpo se puede ver reducido —sin desaparecer— y no se produce alopecia androgénica.

## Mecanismo
La 5-alfa reductasa (5αR2) es una enzima, codificada por el gen SRD5A2, que se expresa en tejidos específicos del cuerpo masculino desde el desarrollo fetal hasta la edad adulta. La enzima cataliza la transformación de testosterona (T) en 5α-dihidrotestosterona (DHT) intracelularmente. DHT es el ligando más potente del receptor de andrógenos (AR). Tras la unión, el complejo DHT-AR se traslada del citoplasma al núcleo y activa los genes regulados por el receptor de andrógenos implicados en procesos que incluyen la diferenciación sexual masculina.

## Genética
Dos de las tres isoenzimas de 5αR pueden catalizar la transformación de T en DHT, pero es sólo 5αR2D la que causa 46XY, DSD. 5αR2 está codificado por el gen SRD5A2 que se encuentra en el brazo corto del cromosoma 2 y contiene cinco exones y cuatro intrones. 5αR2 consta de 254 residuos de aminoácidos con mutaciones reportadas en 67 de ellos con múltiples mutaciones diferentes en algunos residuos.
La primera mutación conocida, SRD5A2, fue una eliminación casi completa que se descubrió a partir del análisis de varones afectados en una tribu de Papúa Nueva Guinea. La mayoría de las mutaciones de SRD5A2 son mutaciones inconsecuentes, pero también se observaron pequeños borrados, mutaciones de unión de empalme y grandes borrados. Las mutaciones dan como resultado un espectro de efectos de actividad que van desde la desestabilización de 5αR2 hasta la pérdida completa de actividad.
Las mutaciones SRD5A2 se heredan con un patrón autosómico recesivo. Los homocigotos defectuosos son más comunes que los heterocigotos compuestos. No se sabe que exista una correlación fenotipo-genotipo para muchas de las mutaciones más comunes, y se observan fenotipos variables entre los machos que sufren de mutaciones 5αR2, lo que sugiere la existencia de otros factores genéticos que interactúan y determinan el fenotipo.

## Diagnóstico
El diagnóstico generalmente se realiza entre el nacimiento y la pubertad. La hipospadia perineoescrotal pseudovaginal que se presenta con genitales de apariencia femenina y virilización puberal es el síndrome clásico atribuido a deficiencia 5αR2D, pero los métodos de diagnóstico modernos pueden diagnosticar la deficiencia poco después del nacimiento y reconocer el amplio espectro de apariencia.
El diagnóstico inicial de 46,XY DSD está indicado por una anomalía genital manifiesta. La evaluación clínica objetiva de las características dismórficas para diagnosticar 46,XY DSD de genitales femeninos aparentes en los machos incluye: agrandamiento del clítoris, fusión labial posterior y masa inguinal/labial. Entre aquellos que muestran genitales masculinos, los síntomas incluyen: testículos no palpables, micropene, hipospadias perineales aislados o hipospadias leves con testículos no descendidos. Los antecedentes familiares y los antecedentes prenatales también se tienen en cuenta en la evaluación. El cariotipo y el análisis del gen SRY en muestras de leucocitos periféricos excluirán anomalías de los cromosomas sexuales.  Con la determinación de un cariotipo XY y SRY normal, el diagnóstico diferencial de 46,XY DSD se realiza con mediciones endocrinológicas de las relaciones T/DHT (que indican actividad de 5αR2) e imágenes anatómicas precisas, ya que 5αR2D puede ser difícil de distinguir de otras causas de 46,XY DSD (p. ej., síndrome de insensibilidad parcial a los andrógenos y deficiencias de la enzima 17β-hidroxiesteroide deshidrogenasa tipo 3).
La medición de la concentración sérica de DHT es un desafío ya que las concentraciones son bajas y la DHT tiene un alto nivel de reactividad cruzada. Se requiere un alto nivel de especificidad del ensayo para medir las concentraciones de DHT, ya que los niveles séricos de T son generalmente 10 veces más altos que los de DHT en varones jóvenes. Las pruebas endocrinológicas para determinar las proporciones T/DHT pueden ser difíciles de interpretar ya que el nivel de la proporción normal varía según la edad y la gravedad del deterioro de la actividad 5αR2. Los varones jóvenes afectados de al menos edad puberal con niveles séricos normales de T demuestran niveles elevados de T/DHT (T normal, inferior a la DHT normal). Se requiere estimulación con gonadotropina coriónica humana (hCG) (alternativamente, enantato de testosterona ) en niños prepúberes (con estimulación y muestras tomadas durante varios días) para aumentar los niveles séricos de testosterona para su medición. La interpretación de los índices T/DHT en recién nacidos varones es especialmente difícil debido al aumento de testosterona neonatal y a una actividad de 5a-reductasa tipo 1 superior a la normal. Se recomienda el análisis del gen SRD5A2 para el diagnóstico en recién nacidos. En términos generales, 5αR2D se diagnostica con proporciones T/DHT superiores a 18, mientras que se han observado proporciones superiores a 30 en individuos gravemente afectados. 5αR2D también puede indicarse por proporciones bajas de esteroides reducidos de 5α a 5ß, medidos en orina mediante cromatografía de gases-espectrometría de masas.
La ecografía es el medio principal para evaluar los órganos reproductivos internos para el diagnóstico, mientras que la genitografía y la cistouretrografía miccional se utilizan para resolver estructuras como los tractos uretral y vaginal. El uso de la resonancia magnética pélvica para el diagnóstico por imágenes de 5αR2D es sujeto de controversia.

## Gestión
La mayoría de los afectados por 5αR2D tienen genitales subvirilizados al nacer, pero se virilizan en diversos grados al llegar a la adolescencia. Históricamente, la mayoría de los individuos 5αR2D han sido "criados como mujeres", pero estudios posteriores muestran que más de la mitad de los pacientes que experimentaron una pubertad virilizante adoptaron una identidad masculina, desafiando así las prácticas históricas.
Criar como varones a los afectados por el 5αR2D evita tratamientos hormonales de por vida y permite el potencial de fertilidad. Es necesario abordar la criptorquidia y el hipospadias para prevenir daños a los túbulos seminíferos que son esenciales para la espermatogénesis y la fertilidad. Algunos enfoques recomiendan un diagnóstico durante la infancia antes de intervención quirúrgica.

### Fertilidad
La fertilidad espontánea en hombres afectados por 5αR2D generalmente no es posible debido a anomalías en el semen que incluyen recuentos reducidos de espermatozoides, alta viscosidad del semen y, en algunos casos, falta de espermatocitos primarios. Esto respalda la idea de que la DHT tiene un papel importante en la diferenciación de los espermatocitos. El amplio espectro de apariencia es consistente con recuentos de espermatozoides muy variables entre los hombres afectados. La función testicular también puede verse afectada por un descenso incompleto, así como por la propia mutación genética.
Los métodos de reproducción asistida que implican extracción y concentración de espermatozoides para inseminación intrauterina, inyección intracitoplasmática de espermatozoides, y fertilización in vitro han demostrado resultados exitosos.

## Epidemiología
La 5αR2D es una enfermedad rara, pero tiene distribución mundial. Un estudio en 2020 identificó 434 casos de 5αR2D en 44 países, incluidos Turquía (23%), China (17%), Italia (9%) y Brasil (7%). El mismo estudio también descubrió que la virilización de los genitales influyó en la asignación de sexo, mientras que el cambio de sexo estuvo influenciado por aspectos culturales en todos los países. El diagnóstico molecular favoreció la crianza masculina en los recién nacidos afectados.
Muchas mutaciones de SRD5A2 provienen de áreas con altos coeficientes de endogamia, incluida la República Dominicana (donde las personas con esta afección se llaman güevedoces – "testículos a los doce"), Papúa Nueva Guinea (donde se conoce como kwolu- aatmwol – que sugiere la transformación de una persona "en algo masculino"), y Turquía.
En la República Dominicana, los güevedoces son considerados un tercer género y experimentan una socialización de género ambivalente. En la edad adulta, lo más común es que se autoidentifiquen como hombres, pero la sociedad no necesariamente los trata completamente como tales. En los casos de Papúa Nueva Guinea, se ha dicho que la "niña" es rechazada cuando comienza su transformación natural en un cuerpo masculino y asume socialmente un rol de sexo masculino.

## Historia
En 1961 se descubrió en hombres un trastorno autosómico recesivo del desarrollo sexual, descrito como hipospadia perineoescrotal pseudovaginal (PPSH). La característica principal de este síndrome eran genitales externos de apariencia femenina con presencia de testículos bilaterales y tractos urogenitales masculinos en los que los conductos eyaculadores terminan en una vagina con extremo ciego. Este trastorno era consistente con 5αR2D como causa subyacente, como se observó en modelos animales. Se confirmó que 5αR2D es la causa en humanos en 1974, cuando se realizaron estudios con 24 participantes en la República Dominicana y 2 en Tejas, EE. UU. Uno de los casos en Tejas comenzó a virilizarse en la pubertad y fue sometido a una cirugía para extirpar los testículos y "reparar" la aparente clitoromegalia. Durante la cirugía, se observó un tracto urogenital masculino normal, así como otras características compatibles con PPSH. La DHT fue casi indetectable en fibroblastos cultivados del prepucio, epidídimo y los presuntos "labios mayores", mientras que en hombres normales se detecta DHT, lo que sugiere una formación alterada de DHT. Se obtuvieron conclusiones similares para los participantes de una familia en el estudio de la República Dominicana en quienes se observaron altos índices de concentración sérica de T a DHT y bajas concentraciones de andrógenos urinarios reducidos en 5a. Ahora se sabe que este trastorno se debe a mutaciones de pérdida de función homocigotas o heterocigotas compuestas del gen SRD5A2.